# Lego Scooby-Doo
Lego Scooby-Doo var en produktlinje produceret af den danske legetøjskoncern LEGO. Serien blev lanceret i 2015 og var baseret på tegneserien Scooby-Doo. Der udkom i alt seks sæt, hvoraf ét udkom i 2016, hvorefter serien ophørte.

## Sæt
| Nummer | Navn                     |
| ------ | ------------------------ |
| 30601  | Scooby-Doo polybag       |
| 75900  | Mummy Museum Mystery     |
| 75901  | Mystery Plane Adventures |
| 75902  | The Mystery Machine      |
| 75903  | Haunted Lighthouse       |
| 75904  | Mystery Mansion          |